# Дафна (город в Египте)
Дафны, Дафна (др.-греч. Δάφναι, лат. Daphnæ, финик. 𐤕𐤇𐤐𐤍𐤇𐤎) — древний укреплённый город в дельте Нила, расположенный в XIV номе Нижнего Египта. Город находился у озера Манзала, на Танитском русле Нила, в 26 км к юго-западу от Пелузия. Сейчас деревня носит название Телль-Деффенех[уточнить] и находится у Суэцкого канала.
В VII веке до н. э. в Дафнах был размещен гарнизон из карийских и греческих наёмников, состоявших на службе у Псамметиха. После разрушения в 586 г. до н. э. Иерусалима, в Дафны переселились еврейские беженцы, включая пророка Иеремию.
В 1885—1886 годах город частично был раскопан английским археологом Флиндерсом Питри.

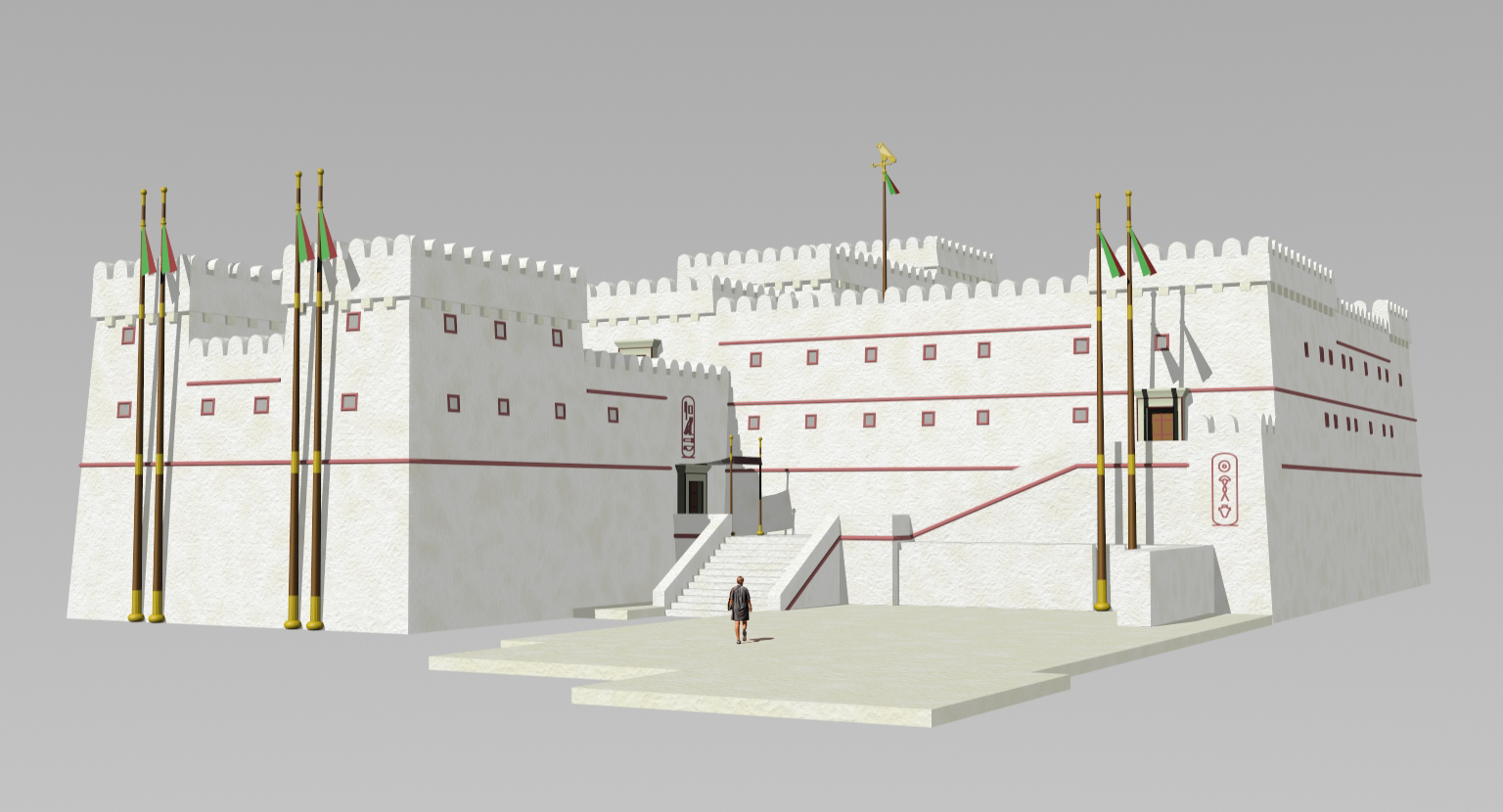
Художественная 3D реконструкция форта фараона Псамметиха ("Каср Бинт аль-Йахуди")

Раскопки Питри обнаружили здесь большую крепость и рядом с нею лагерь военного гарнизона. И сама крепость и лагерь были обнесены мощной стеной (50 футов толщины), сложенной из высушенного кирпича и теперь полностью разрушенной. За крепостной стеной, на равнине, непосредственно примыкающей к укреплению, постепенно рос город, занимавший к концу существования Дафн уже большую площадь. Он мог легко вместить, по мнению Питри, 20 тысяч человек. Население города в основном обслуживало, вероятно, нужды наемного войска, жившего в лагере, и состояло из торговцев, ремесленников и моряков. Население, вероятно, было очень пестрым: греки, карийцы, финикийцы, иудеи и египтяне.
Анализируя ситулы, найденные в Дафнах, Карл Фредерик Кинк обнаружил тесную связь между ними и особым видом кувшинов и амфор, найденных во Врулии. Разительное сходство рисунка и способа орнаментации, однотипность растительного орнамента (пальметки и лотоса) привели Кинка к выводу, что как ситулы Дафн, так и ситулы Врулии представляют собою продукцию родосских гончаров. В раскопках ялисского некрополя Джулио Якопи (Giulio Iacopi) обнаружил в двух погребениях 2 ситулы, ещё более разительно схожие с аналогичными сосудами Дафн. В тех и других полностью совпадает общая композиция орнамента.